# Tramstelplaats Sint-Joris-Weert

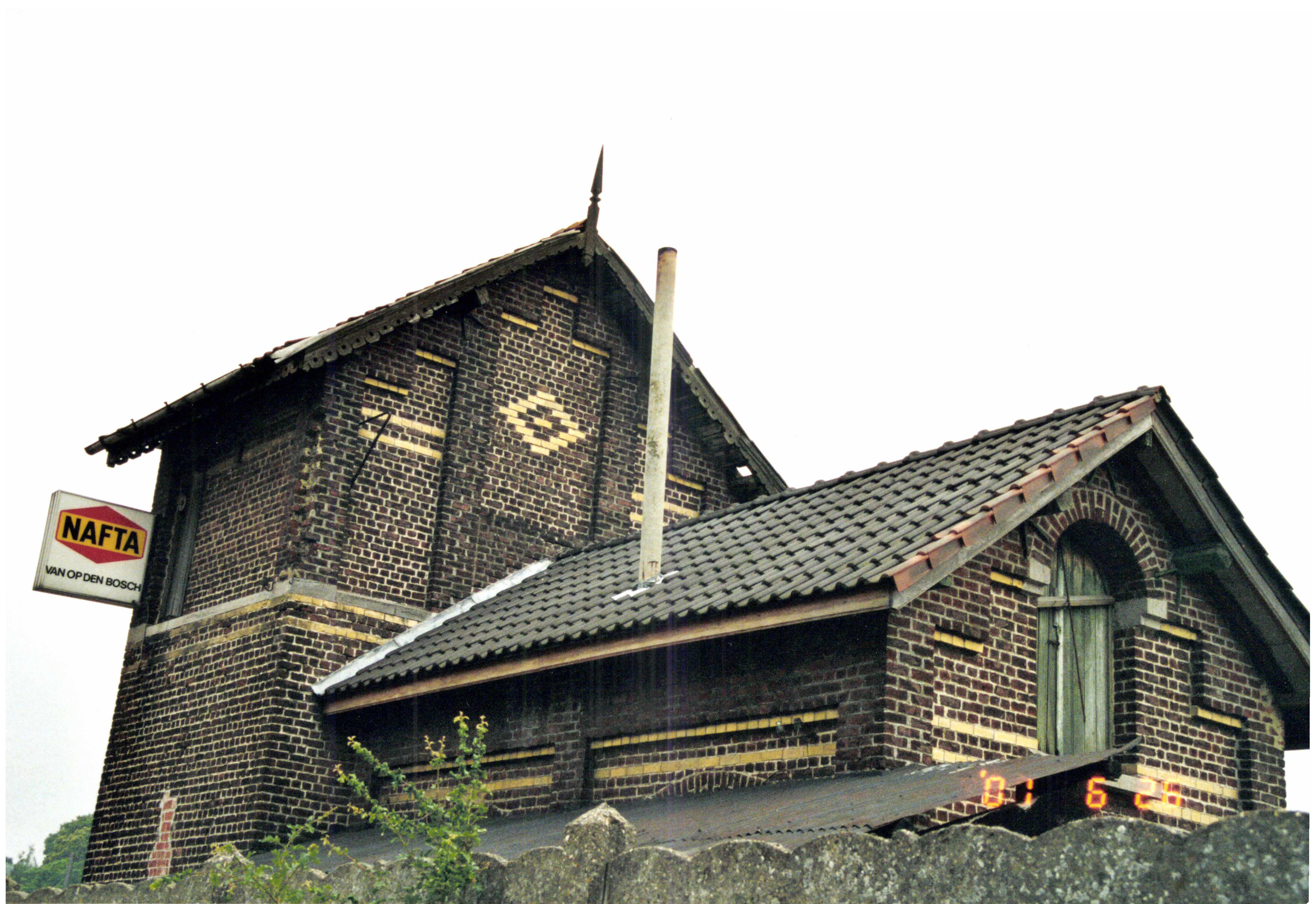
Watertoren (2001)

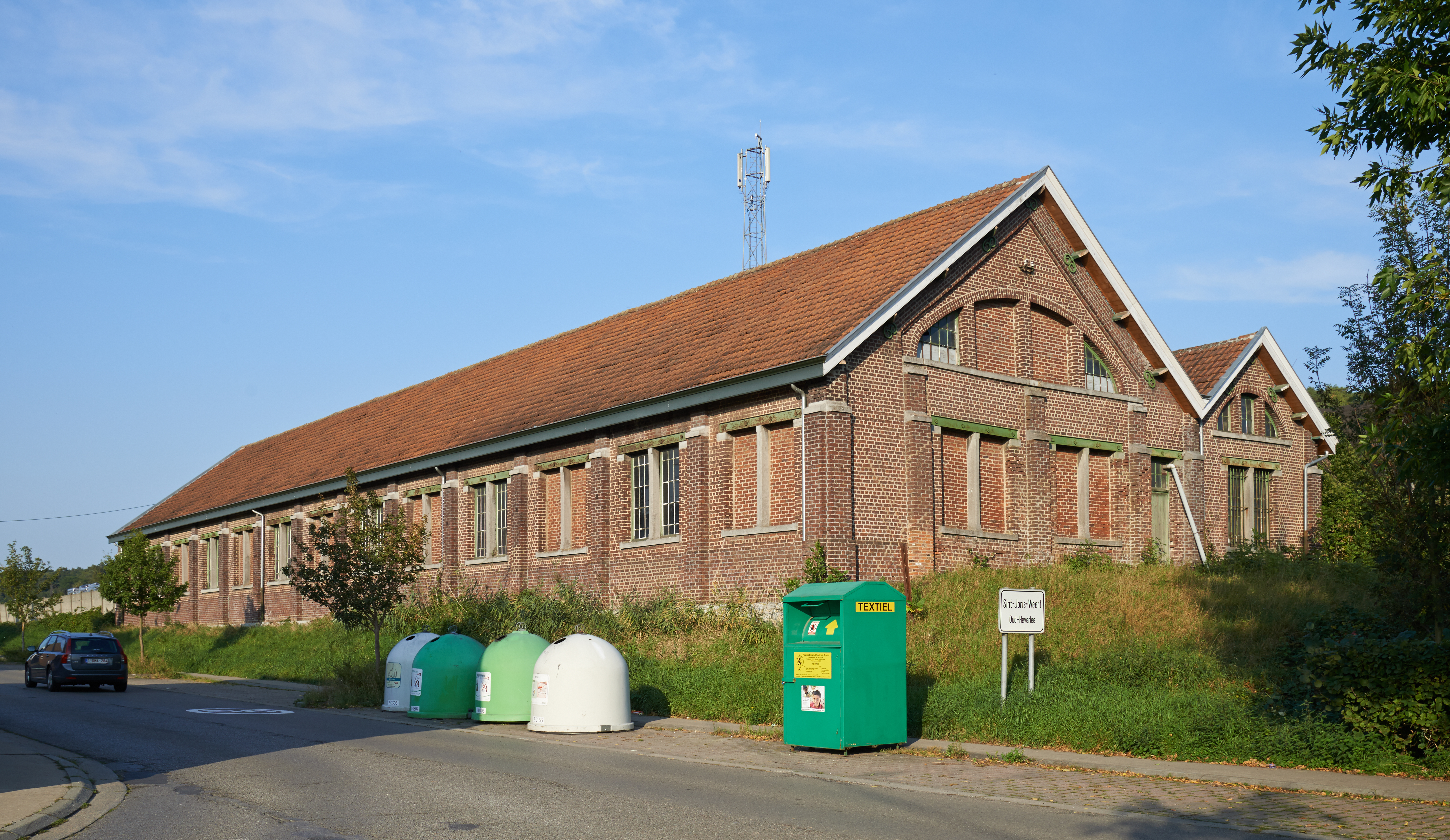
De locomotief- en goederenloods (2013)

De tramstelplaats Sint-Joris-Weert is gelegen aan de Stationsstraat van Sint-Joris-Weert, deelgemeente van Oud-Heverlee gelegen in de Belgische provincie Vlaams-Brabant. 
De tramstelplaats lag op de lijn 296 van Vossem naar Geldenaken (zie de buurtspoorwegen van de provincie Brabant). Deze lijn had de bijnaam Zwarte Jean en de stoomtram/motortram reed van 1905 tot 1957.
In Sint-Joris-Weert zijn er nog drie gebouwen overgebleven die deel uitmaken van dit geheel. Deze drie gebouwen werden als geheel erkend als onroerend erfgoed. 

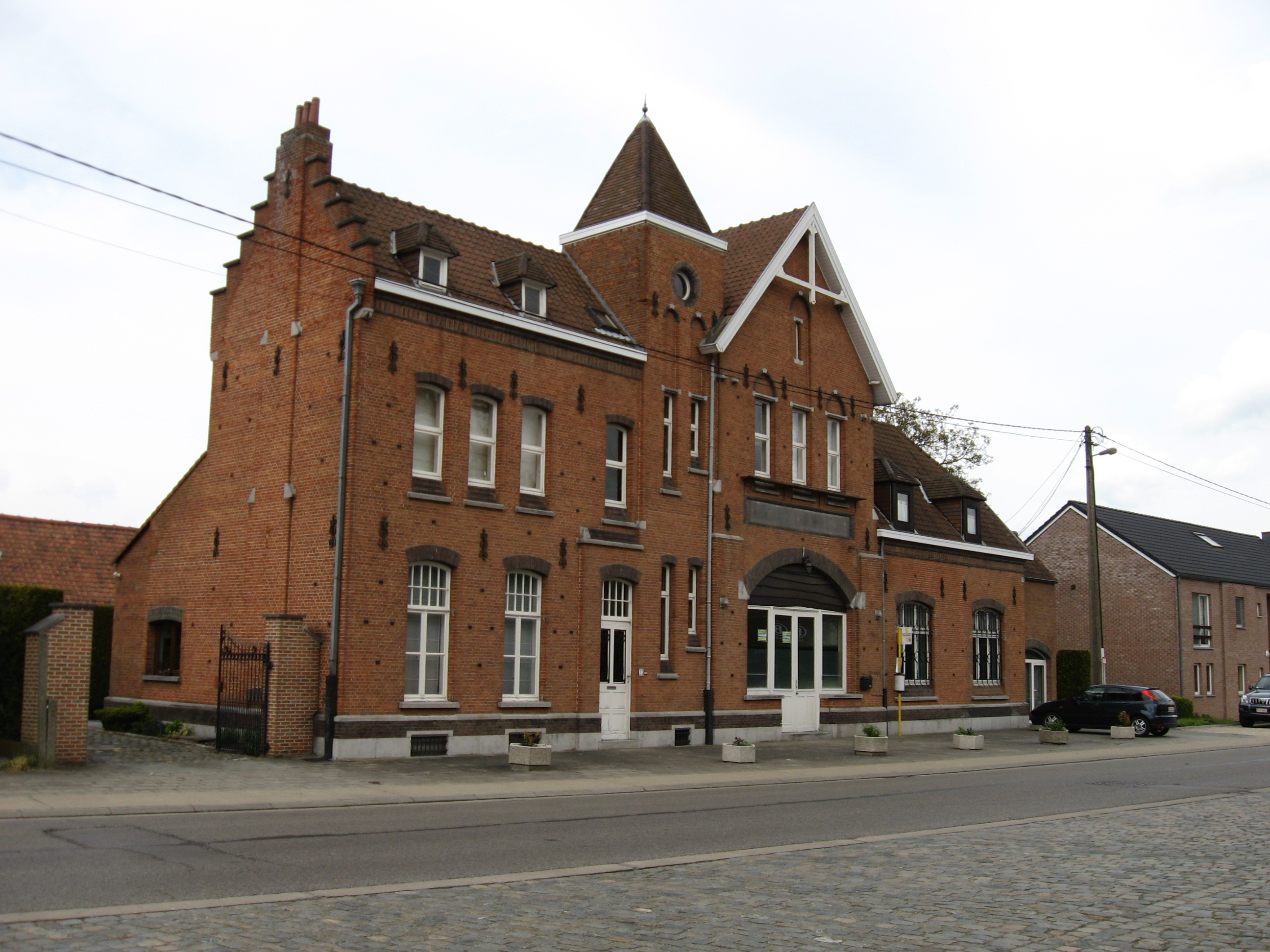
Het voormalige tramstation (2010)

Het tramstation zelf bevindt zich tegenover het stationsgebouw. Het gebouw bestond uit woonruimten, een wachtzaal, een bureau en een goederenopslagplaats. De in hoofdzaak bakstenen constructie werd in eclectische stijl opgetrokken. Het geheel bestond uit drie duidelijk te onderscheiden delen die elk door hun concept en detailafwerking naar de drie hoofdfuncties verwijzen: links het woonhuis die door een traptoren gescheiden werd van de wachtzaal en rechts daarop aansluitend een lager bureaugebouw met magazijn.  
De stelplaats bestaat uit een bakstenen gebouwtje met watertoren, kolenhok en lampisterie (vierkante watertoren met zadeldak en bijgebouwtje, eveneens onder zadeldak) en twee loodsen die zijdelings aan elkaar verbonden zijn, namelijk een wagonloods en een locomotiefloods. Deze zijn allebei wat verder in het zuiden gelegen in de Stationsstraat. 